# Aschersoniodoxa
Aschersoniodoxa là chi thực vật có hoa trong họ Cải.